# Brodtener Ufer

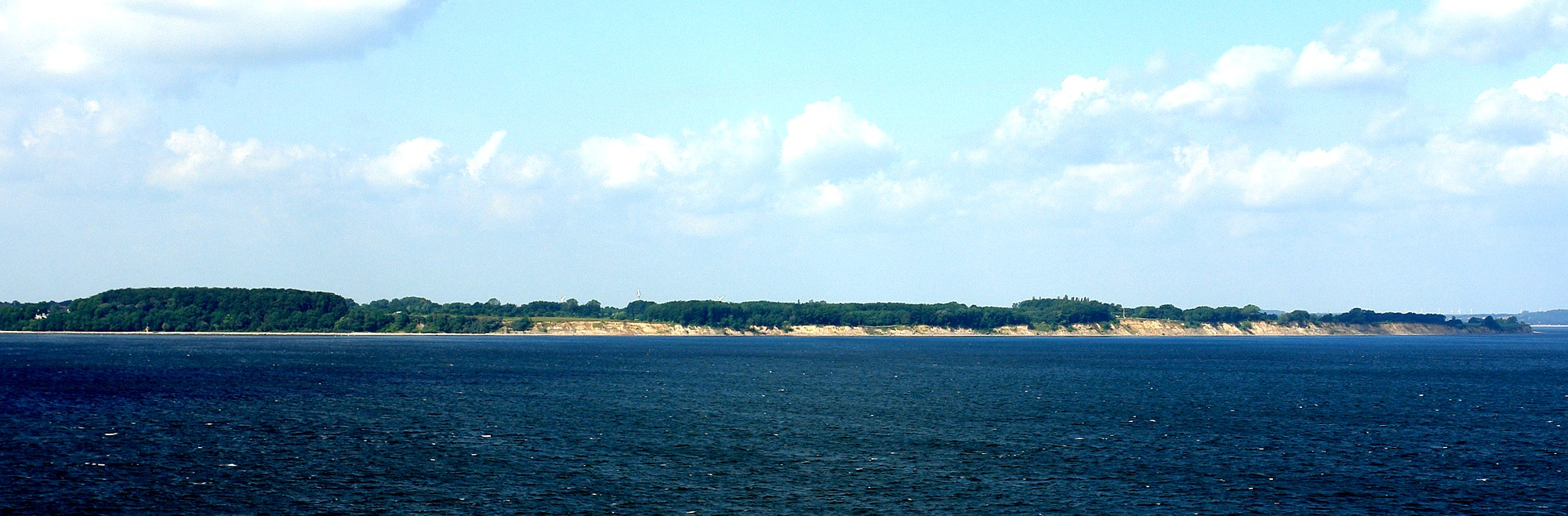
Das Ufer von Travemünde bis kurz vor Niendorf

Das Brodtener Ufer, auch Brodtener Steilufer, ist eine über 4 km lange Steilküste (mit einer Ausdehnung von 2.084 ha) an der Lübecker Bucht (Ostsee) zwischen Lübeck-Travemünde und Niendorf (in der Nähe des Dorfes Brodten) in Schleswig-Holstein.

## Geologie

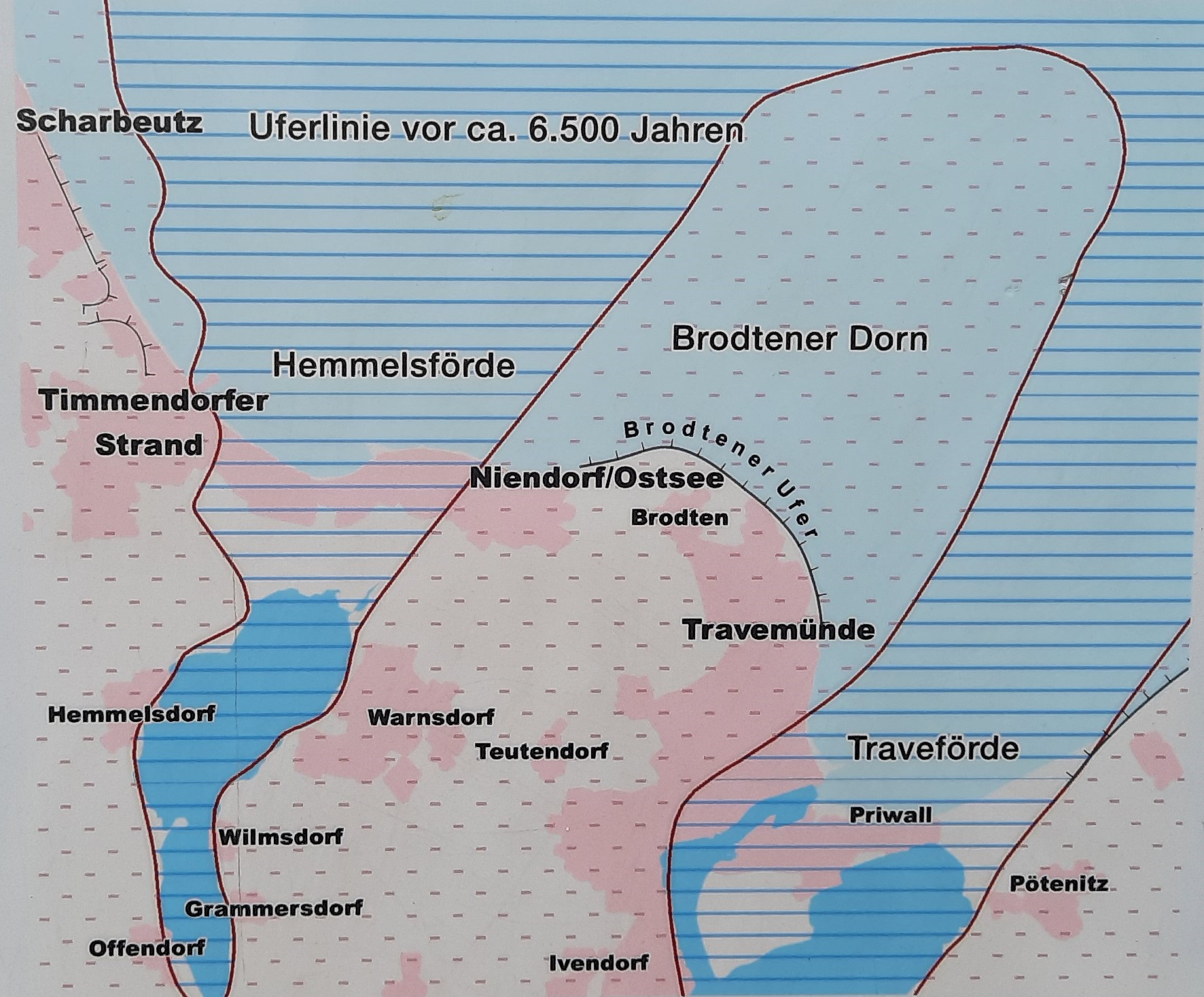
Hemmelsförde, Brodtener Dorn und Traveförde

Bei dieser bis zu 20 m hohen Steilküste handelt sich in weiten Teilen um ein aktives Kliff, das durch die Einwirkung der Ostsee im Durchschnitt um ca. 50 bis 100 cm pro Jahr zurückweicht. Der Abbruch erfolgt größtenteils im Winterhalbjahr durch Wellenschlag bei Sturm und nach starken Regenfällen durch das Abgleiten von Teilen der Steilküste, wenn diese durch das aus einzelnen Schichten austretende Wasser destabilisiert wird.
Nach dem Ende des letzten großen Eisvorstoßes des pleistozänen Eiszeitalters vor etwa 15.000 bis 17.000 Jahren, der Weichsel-Kaltzeit, blieb beim Abschmelzen der Gletscher ein langer, halbinselförmiger Geschiebesporn zurück, der sich zwischen zwei Gletscherzungen gebildet hatte. An den Flanken des Sporns gruben die Gletscher bei ihrem Abschmelzen tiefe Täler ein, die zunächst noch trocken waren. Mit dem Meeresspiegelanstieg vor etwa 6.500 Jahren, der Littorina-Transgression, füllte sich das Ostseebecken und damit auch die beiden Täler mit Wasser. Westlich des Sporns bildeten sich die Hemmelsförde und östlich die Traveförde aus. Die zwischen den beiden Förden entstandene Landzunge, der Brodtener Dorn hatte eine Länge von 6 km. Durch die Meeresströmung wurde die Landzunge durch Uferabbrüche komplett abgetragen. Die Struktur des 6 km langen Dorns ist bis heute noch unter Wasser nachweisbar. Wegen der geringen Wassertiefe bis etwa 20 Meter und seines strukturierten Untergrundes ist der Bereich von einer vielfältigen Pflanzen- und Tierwelt besiedelt.

### Landverluste am Brodtener Ufer
An der über 4 km langen Steilküste stürzen Jahr für Jahr zwischen 50 und 100 Zentimeter des Steilufers in die Ostsee, ein natürlicher Prozess, in den mit der Ernennung zum Naturschutzgebiet nicht eingegriffen werden darf.

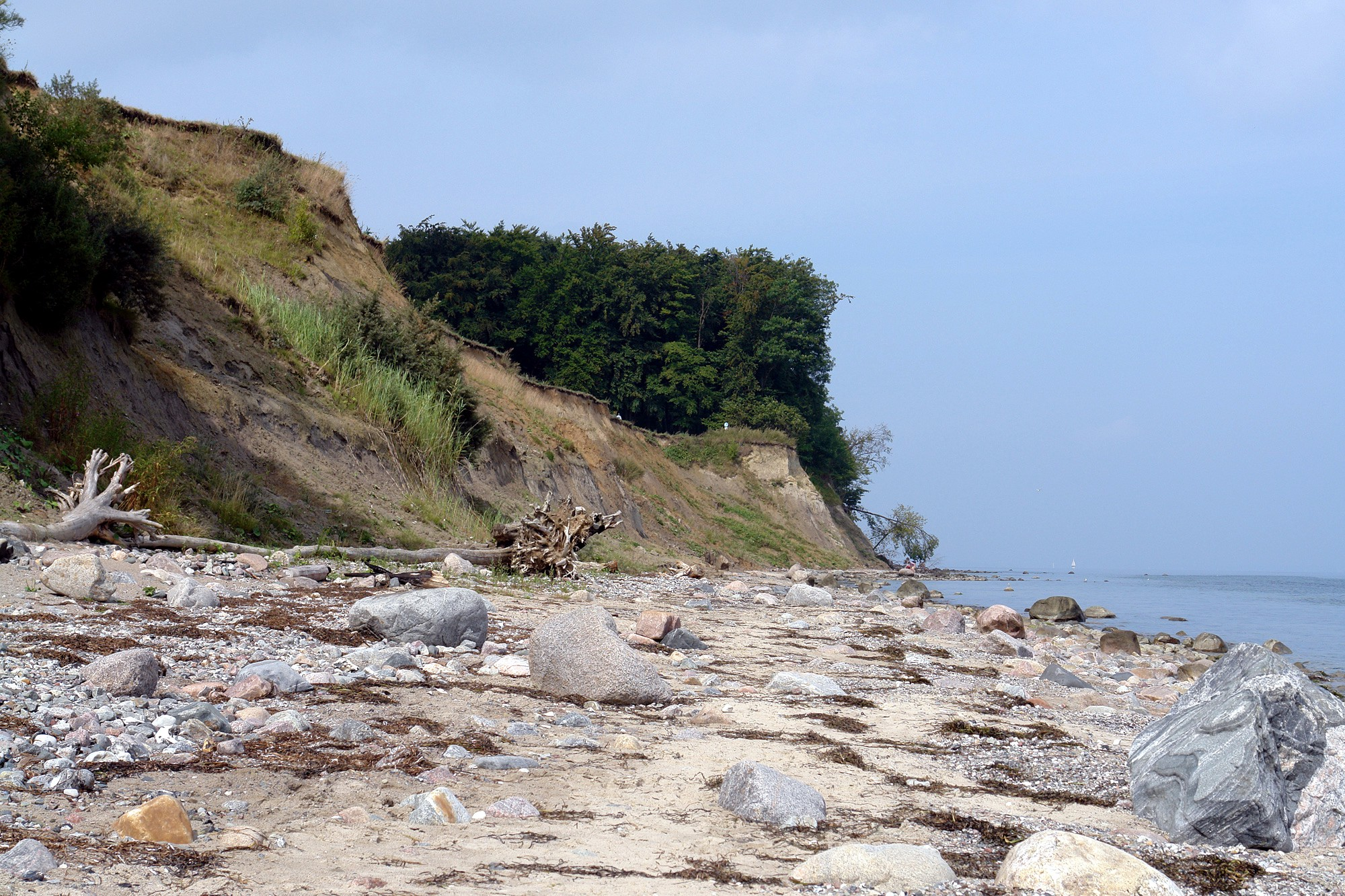
Brodtener Ufer mit großen Steinansammlungen

Die Karte der Travemünder Bucht von 1901 zeigt den Landverlust am Brodtener Ufer zwischen den Jahren 1810 und 1900, der in den 90 Jahren etwa 100 Meter betrug. Der Verlauf des Mühlenbaches im Uferbereich veränderte sich in dieser Zeit auch erheblich.
Der Sand aus dem Abbruch der Küste wird durch Strömungen sowohl nach Westen in die Lübecker Bucht als auch nach Osten in die Travemündung versetzt. Im Westen bildete er die Strände der Lübecker Bucht in Niendorf, Timmendorfer Strand, Scharbeutz und weiteren Orten. Durch die Sandablagerungen wurde die Hemmelsförde von der Ostsee abgetrennt, woraufhin der Hemmelsdorfer See entstand.
Im Osten bilden die Sandablagerungen den Strand von Travemünde und setzt beständig die Fahrrinne der Trave (zu den Häfen von Travemünde und Lübeck) zu. Größere Steine bleiben in der Uferzone des Kliffs liegen, so dass der Strandbereich des Brodtender Ufers und die im Zuge des Zurückweichens entstandene Sand-Geröllschorre mit teils sehr großen Geschiebeblöcken übersät ist. Sie wirken als Wellenbrecher, die den Landverlust eindämmen.
Die Steine am Brodtener Steilufer wurden in den früheren Jahrhunderten jedoch zum Bau von Straßen und Häusern verwendet. Besonders Lübeck hatte einen großen Bedarf an Feldsteinen zur Pflasterung der Straßen, zum Häuserbau, Wasserbauten und Festungswerken. Aufgrund der Beschwerden der Brodtener Anwohner und zum Schutz ihrer Steilküste wurde 1825 die Entnahme der Steine vom Brodtener Ufer verboten, was jedoch wiederholt unterlaufen wurde. Das Verbot musste in den Folgejahren, 1841, 1876 und 1889 erneuert werden.
Das in den 1930er Jahren am Brodtener Ufer erbaute Ferienhaus (siehe auch Info-Tafel) musste im Oktober 2013 wegen Absturzgefährdung abgerissen werden. Bei seiner Errichtung hatte es noch einem Abstand von rund 40 Meter zur Kliffkante.
Als das Vorläufergebäude des Jugendfreizeitheims „Haus Seeblick“ im Jahr 1919 am Brodtener Ufer errichtet wurde, betrug der Abstand zum Ostseeufer noch rund 100 Meter. Das 1932 errichtete Gebäude „Haus Seeblick“ wurde seit 1958 als Jugendfreizeitstätte der Sozialistischen Jugend Deutschlands (SJD) – Die Falken genutzt. 2019 verblieben zwischen der Abbruchkante der Steilküste und dem „Haus Seeblick“ nur noch etwa 8 Meter, Anfang 2024 waren es noch fünf Meter, womit der Abriss des Hauses noch im selben Jahr droht.

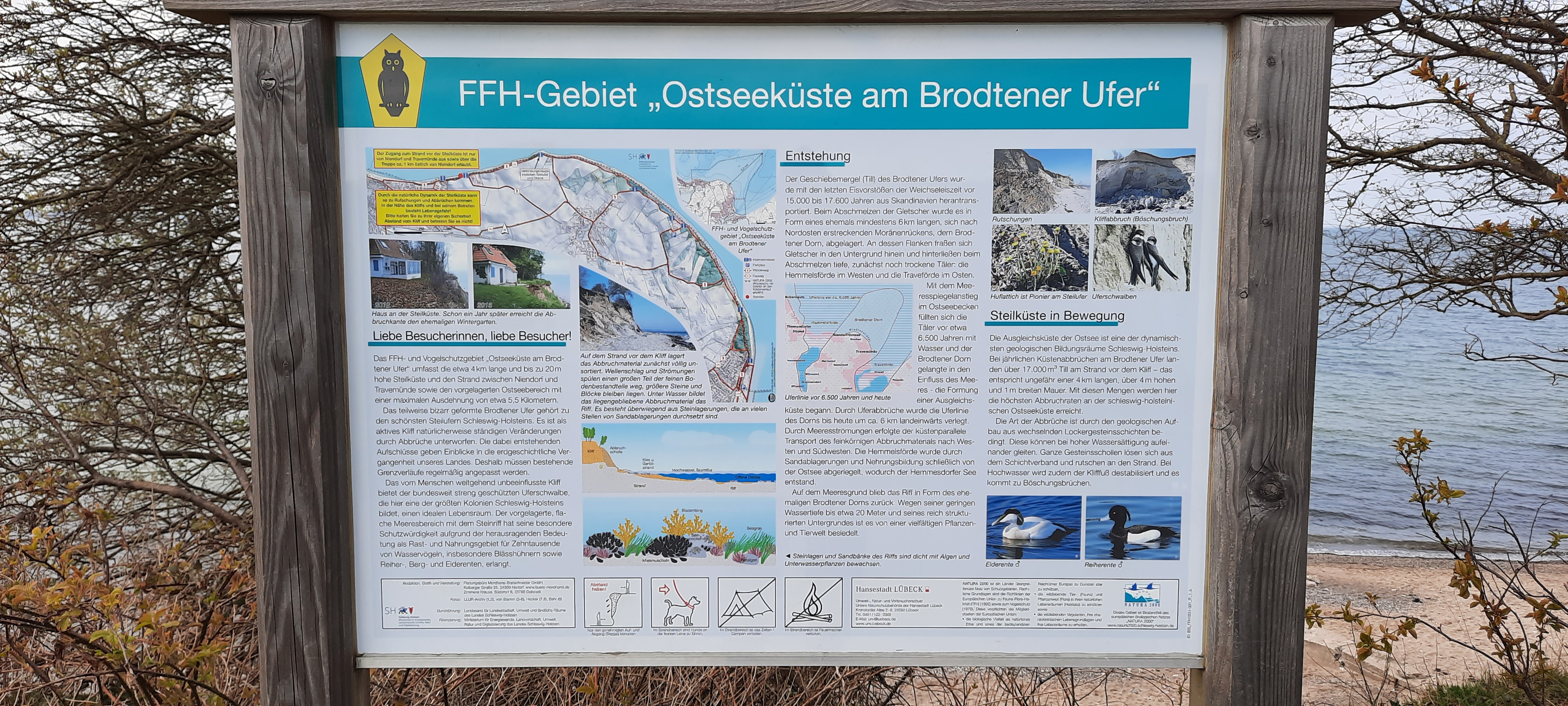
Info-Tafel Brodtener Ufer
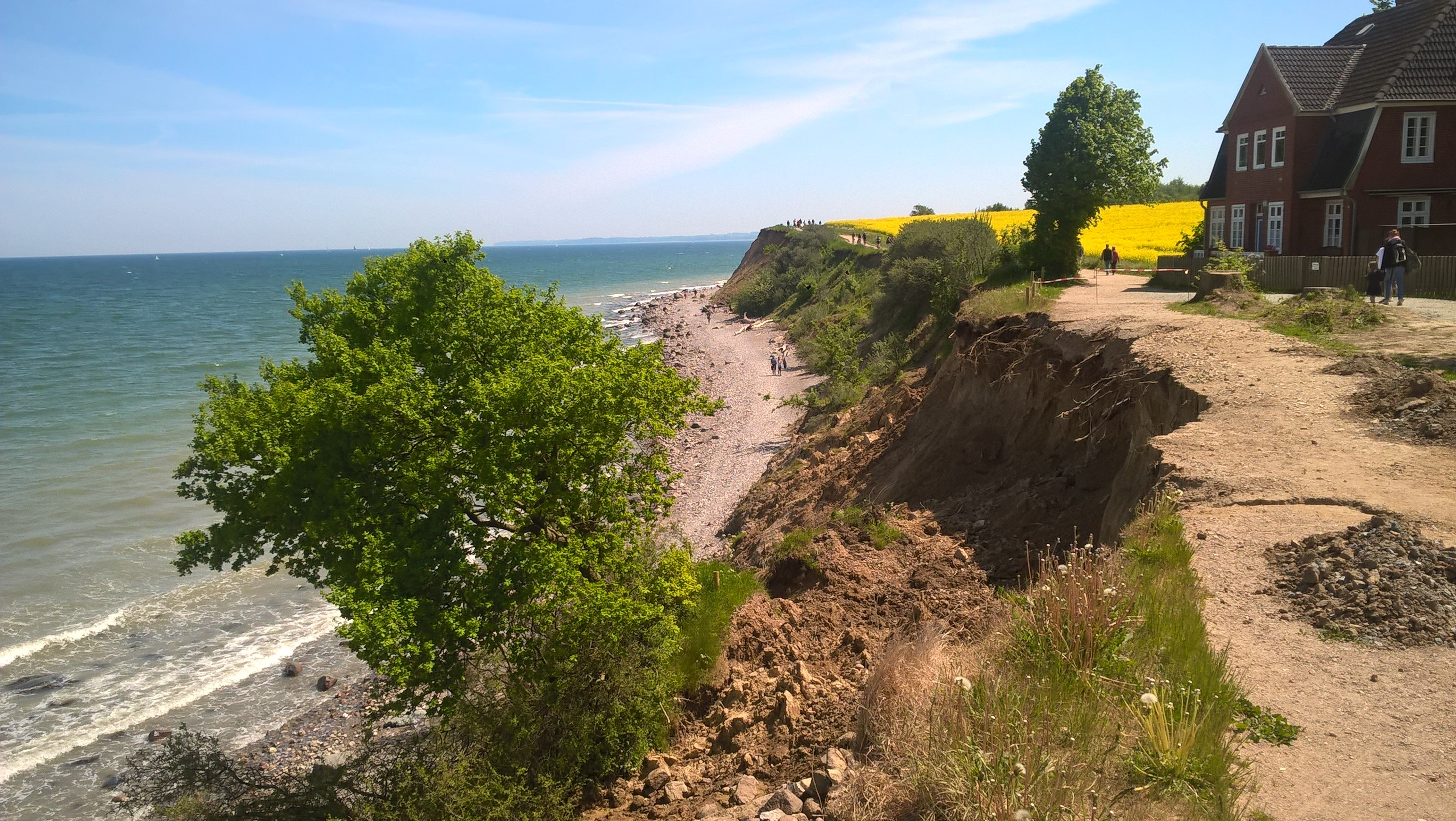
Jugendfreizeitheim „Haus Seeblick“ an der Abbruchkante, 2018

## Flora und Fauna
Weite Teile des Brodtener Ufers stehen unter Naturschutz (Europäisches Vogelschutzgebiet). Da die Lebensbedingungen an Steilufern einzigartig sind und für zahlreiche Tier- und Pflanzenarten ein unersetzliches Landschaftselement bilden, dürfen die Steilhänge nicht künstlich gesichert werden.
Am Steilufer befindet sich mit ca. 2600 Brutröhren eine der größten Uferschwalbenkolonien Europas. Die Uferschwalbe ist darauf angewiesen, dass die Abbrüche auch immer die alten Nester beseitigen. Die Schwalben nisten direkt im Lehm, sie bauen sich dort Höhlen,  und in diesen Höhlen würden sich sonst Bakterien oder Krankheitskeime übers Jahr sammeln. Durch den Abbruch sind die Schwalben gezwungen, immer wieder neue Höhlen zu bauen.

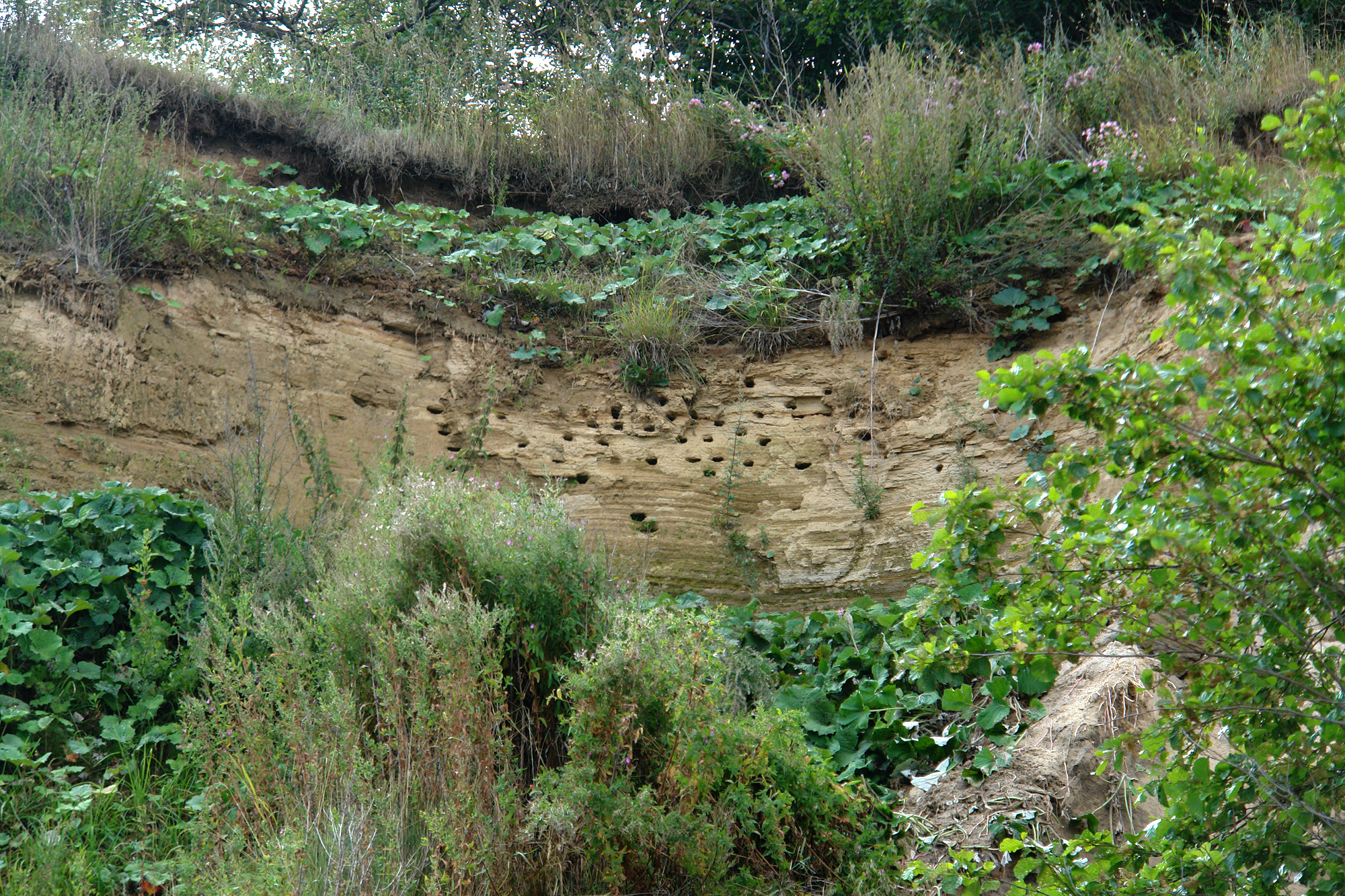
Bruthöhlen der Uferschwalbe
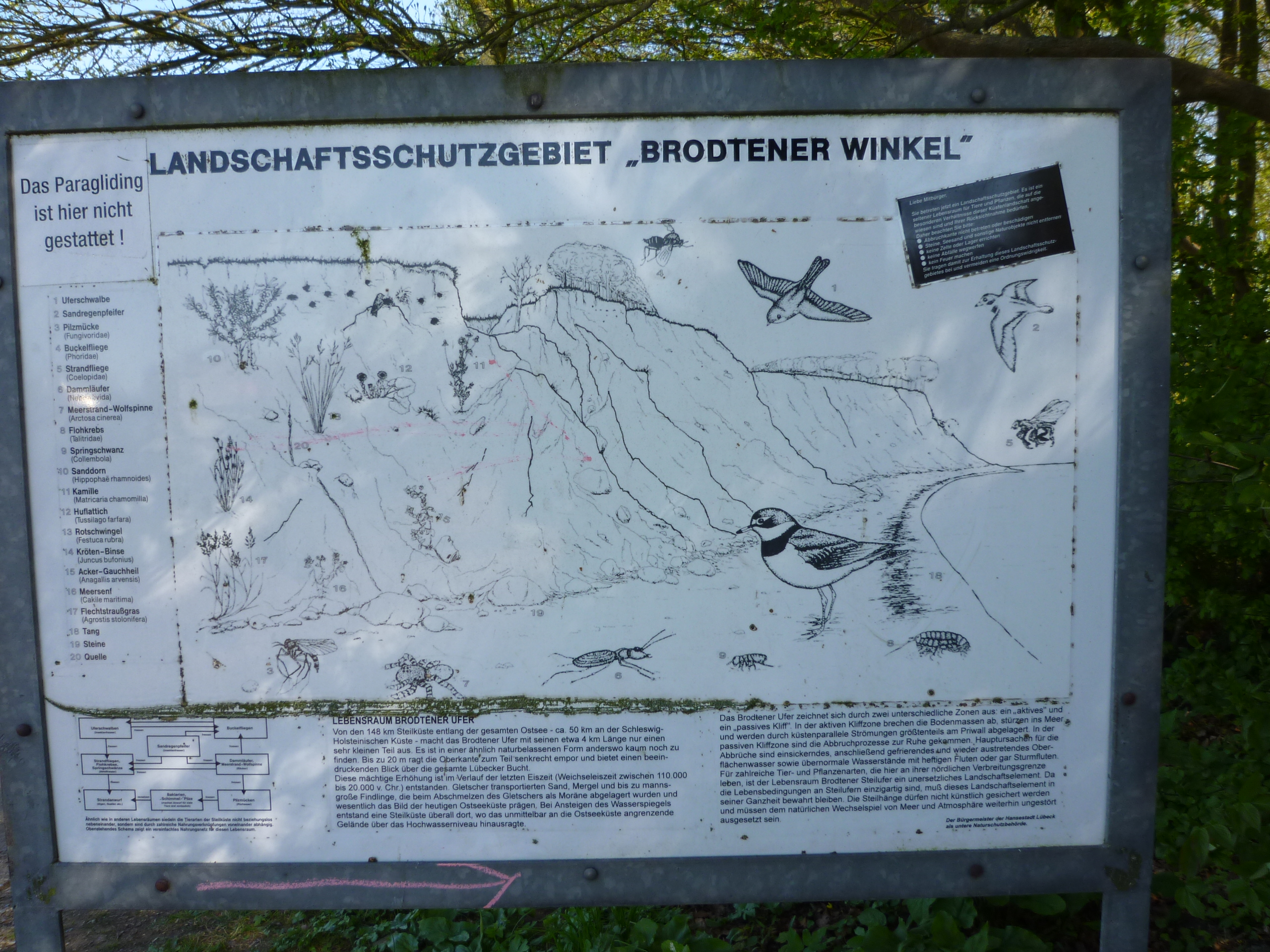
Landschaftsschutzgebiet Brodtener Winkel

## Freizeit und Erholung
Am Rande oberhalb der Steilküste verläuft ein Wander- und Radweg. Der Zugang vom Wanderweg zum Strand ist nur in Niendorf/Ostsee, Travemünde und von der Treppe nahe dem Jugendhaus Seeblick nördlich von Brodten möglich. Ansonsten sind Ab- und Aufstieg an der Steilküste und das Betreten des Streifens an der Abbruchkante lebensgefährlich.
Am Strand des Brodtener Ufers – der zum Teil recht steinig ist – kann gebadet und nach Fossilien gesucht werden, durch Uferabbrüche nach Stürmen ist der Zugang jedoch teilweise behindert. Vor dem Brodtener Ufer  – nahe dem Brodtener Riff – wurde nach Ende des Zweiten Weltkriegs Munition versenkt.
Am Weg zwischen dem Brodtener Ufer und Travemünde befinden sich zwei Gedenksteine: Der ältere Stein weist einen Bibelvers auf (Ps 93,4 ), der jüngere dient als Gedenkstätte für Seebestattete. Letzterer musste zwischenzeitlich wegen Abbrüchen des Steilufers landeinwärts versetzt werden und wurde dabei auch gedreht, sodass die Inschrift zum Meer zeigt.
Das ursprünglich vor dem Ersten Weltkrieg errichtete Ausflugslokal Hermannshöhe wurde im Mai 2012 durch einen Neubau ersetzt.

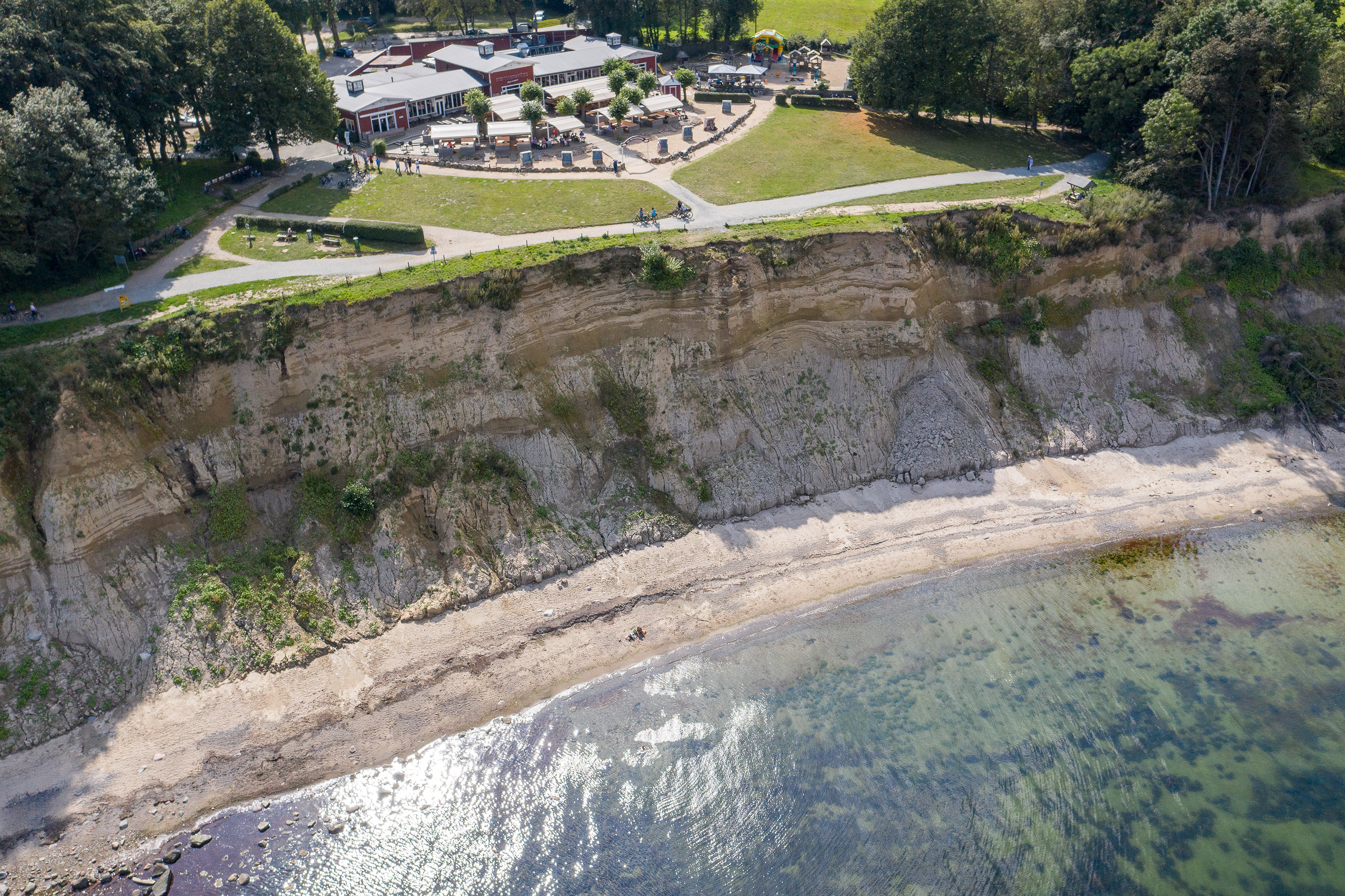
Ausflugslokal Hermannshöhe, August 2019.
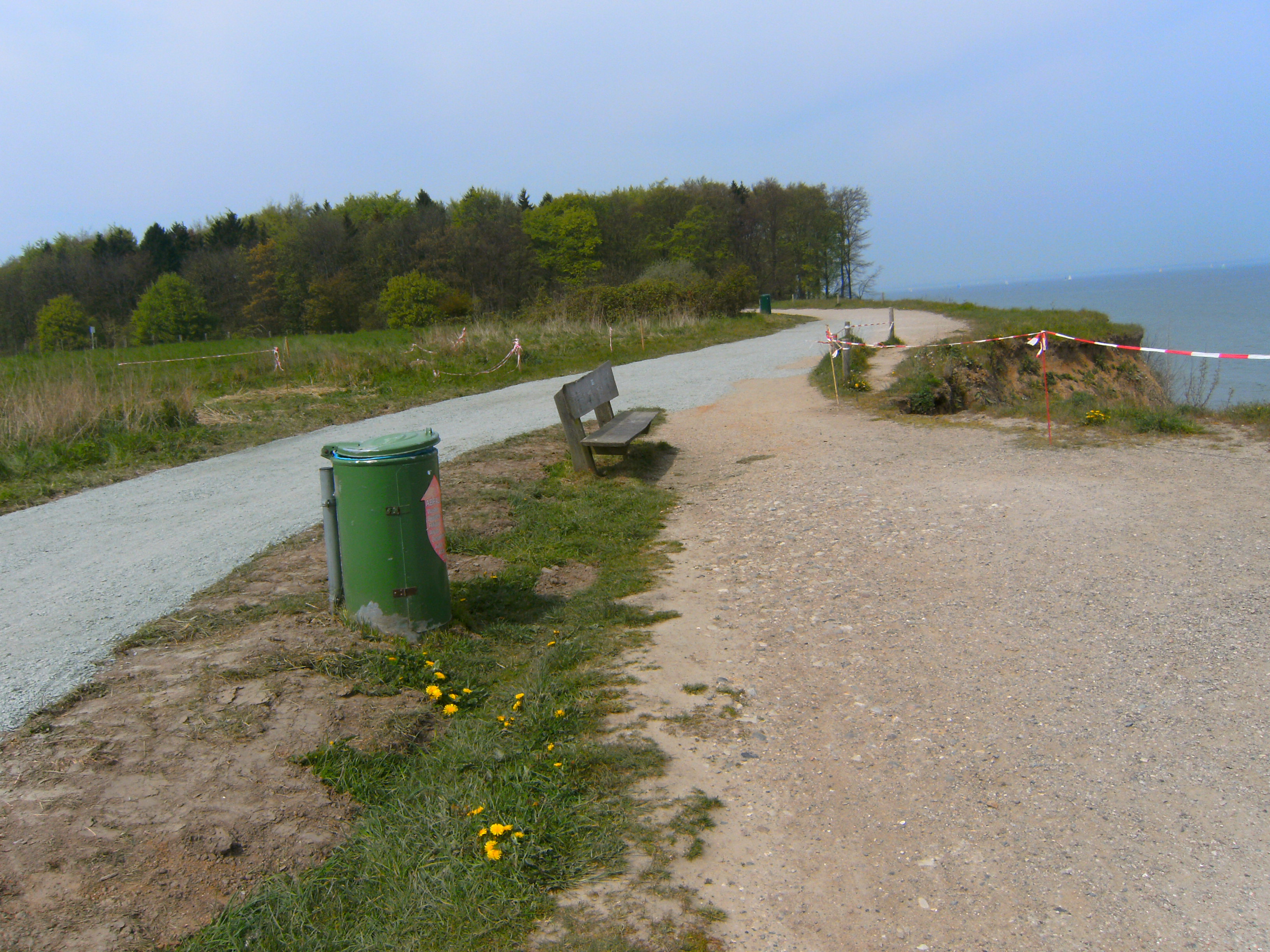
Landeinwärts verlegter Wander- und Radweg des Brodtener Ufers, Mai 2017.
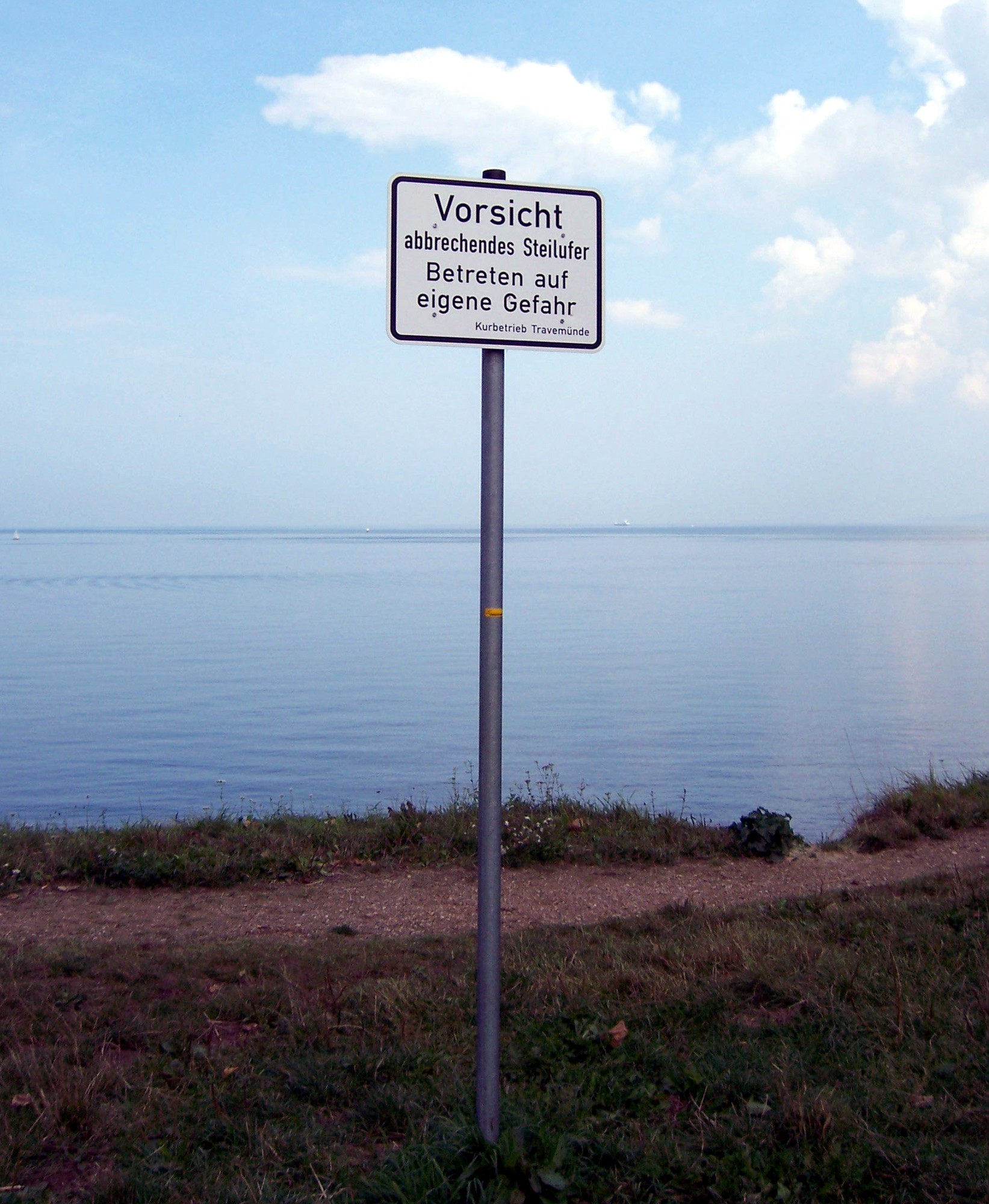
Warnhinweis am Brodtener Steilufer
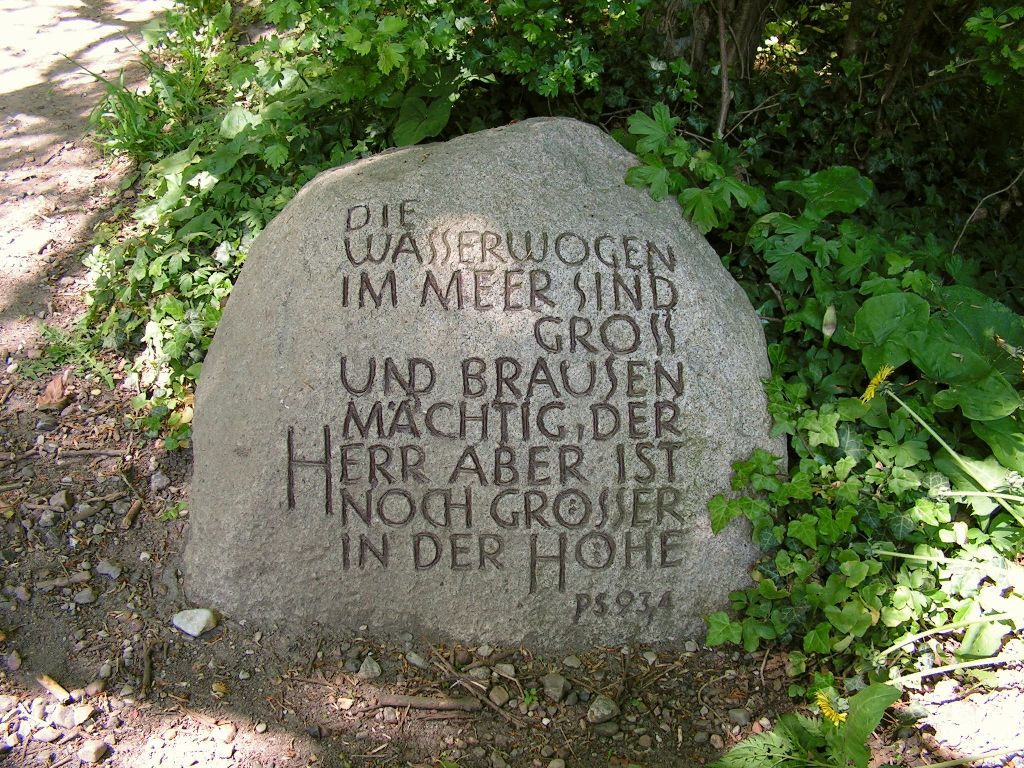
Gedenkstein mit Bibelvers
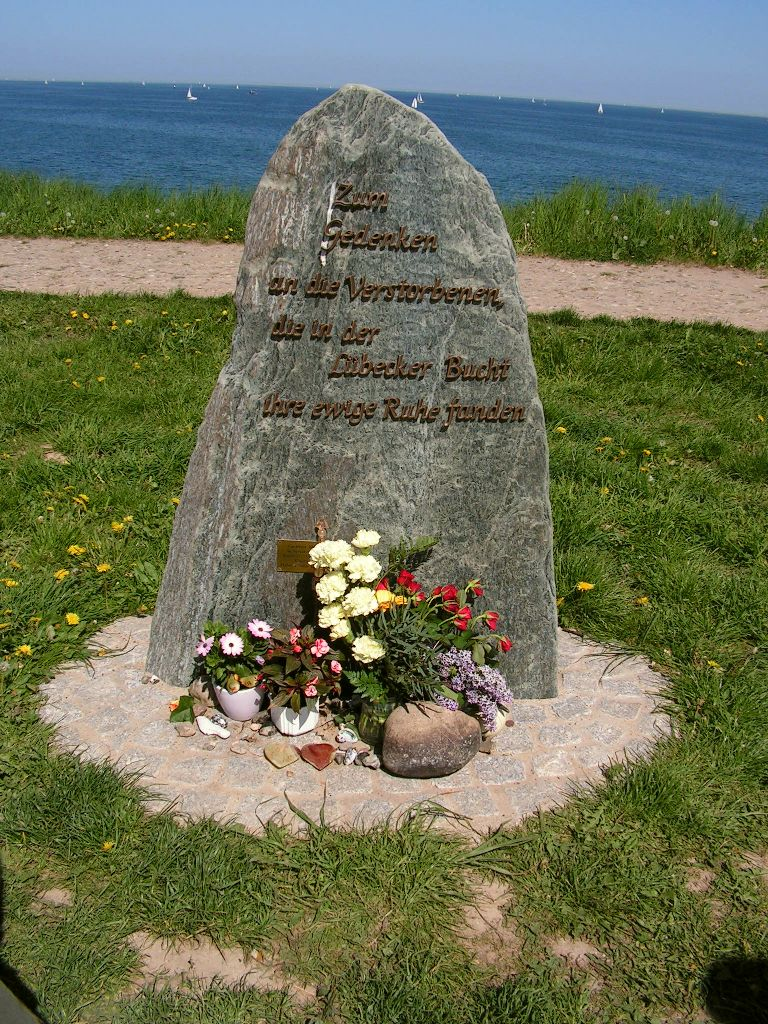
Gedenkstein für Seebestattete (vor der Umsetzung)